# Murrells Inlet
Murrells Inlet es un pequeño pueblo pesquero ubicado en el condado de Georgetown en el estado estadounidense de Carolina del Sur. El pueblo en el año 2000 tiene una población de 5.519 habitantes en una superficie de 19.5 km², con una densidad poblacional de 538.4 personas por km². 

## Geografía
Murrells Inlet se encuentra ubicado en las coordenadas 33°33′6″N 79°2′56″O / 33.55167, -79.04889. Según la Oficina del Censo, el pueblo tiene un área total de 19,5 km² (7,5 mi²), de la cual 19 km² (7,3 mi²) es tierra y 0,5 km² (0,2 mi²) (2.26%) es agua.

### Localidades adyacentes
El siguiente diagrama muestra a las localidades en un radio de 16 kilómetros (9,9 mi) de Murrells Inlet.

## Demografía
En el 2000 la renta per cápita promedia del hogar era de $39.877, y el ingreso promedio para una familia era de $47.194. El ingreso per cápita para la localidad era de $28.197. En 2000 los hombres tenían un ingreso per cápita de $30.562 contra $26.178 para las mujeres. Alrededor del 7.90% de la población estaba bajo el umbral de pobreza nacional. 